# Pieter van Boucle

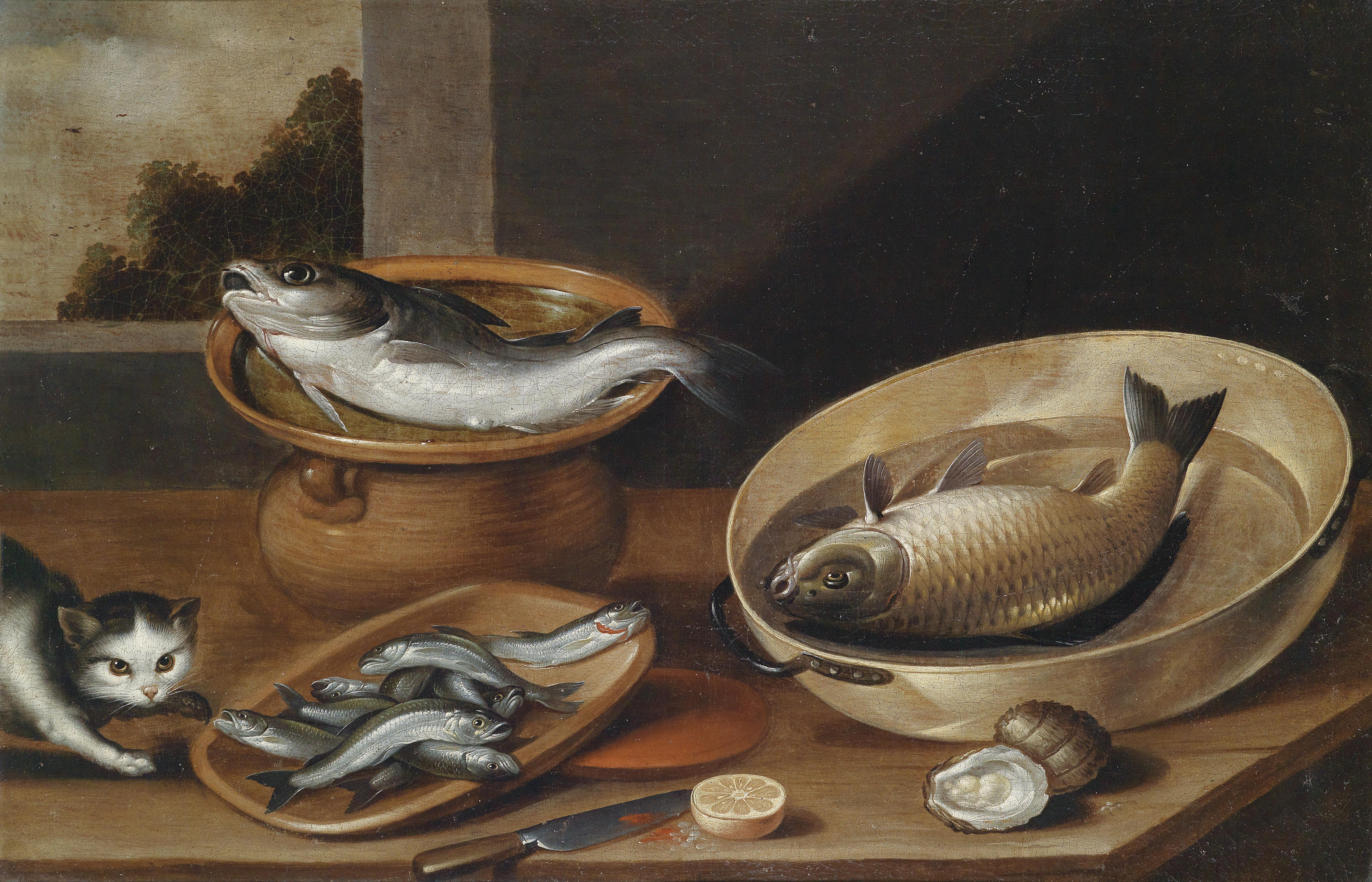
Natureza-morta ou peixe com gato

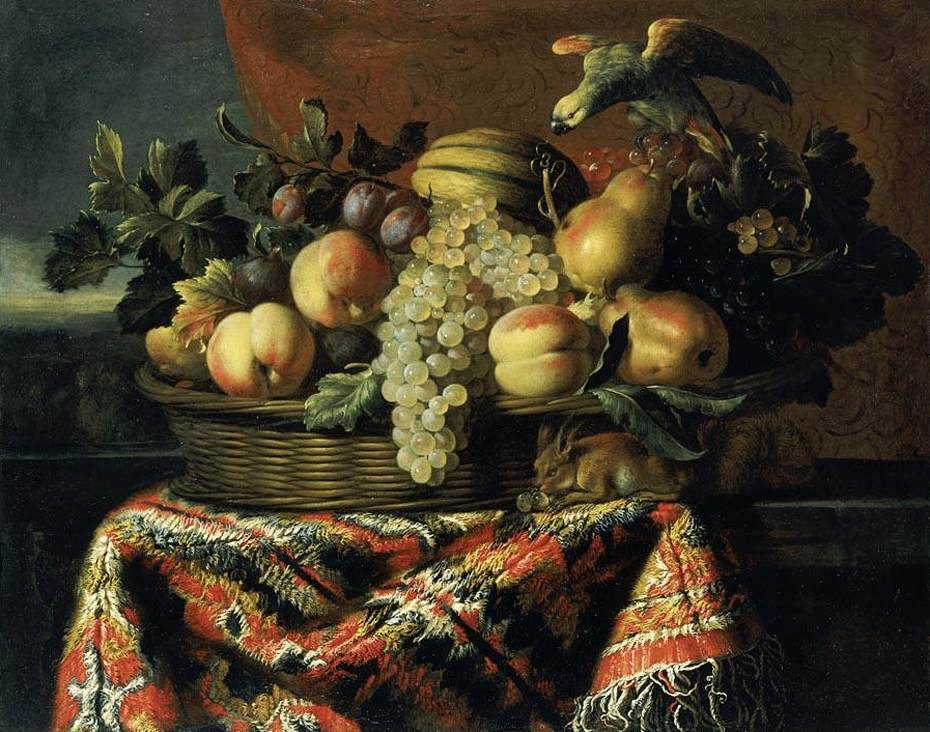
Natureza-morta

Pieter van Bœcle, também denominado por Pieter van Boucle (Antuérpia, 1610 — Paris, 1673), foi um pintor barroco frances de origem flamenga. Além de pintor, foi decorador e gravurista.
O seu estilo ecléctico muito próprio de pintar naturezas-mortas, influenciou reconhecidos artistas nórdicos e franceses e é tido como um dos três melhores pintores de animais da Flandres, junto a Pieter Boel e a Nicasius Bernaert.
Ao longo da sua vida, obteve vários patronos, todos eles nobres, tendo por isso pintado um grande número de obras alusivas à riqueza e ao luxo e estes elementos são visíveis em praticamente todas as suas naturezas-mortas, onde a clareza de frutas e vegetais contrasta com o brilho que enaltece joias e pratas. É relevante também na forma inspiradora e suave com que representa as porcelanas chinesas, tipicamente presentes nos seus quadros. Talvez por isso tenha tido vários seguidores entre os artistas nórdicos.
Uma das suas mais conhecidas pinturas é O Poleiro, óleo sobre tela que concebeu na cidade de Paris, onde faleceu.